# Spilogona medialis
Spilogona medialis este o specie de muște din genul Spilogona, familia Muscidae, descrisă de Huckett în anul 1965.
Este endemică în Québec. Conform Catalogue of Life specia Spilogona medialis nu are subspecii cunoscute.